# Maderspach Károly
Katiburgi Maderspach Károly (Oravica, 1791. augusztus 3. – Ruszkabánya, 1849. augusztus 23.) kohómérnök, a róla elnevezett, íven függő vonórudas vashíd feltalálója. Maderspach Ferenc honvéd alezredes bátyja, Maderspach Károlyné Buchwald Franciska férje.

## Életpályája
Az eredetileg Modersbacher nevet viselő család 1720-ban vándorolt be Tirolból. Károly tanulmányait a Selmecbányai Bányászati és Erdészeti Akadémián végezte. Oravicán vegyészként kezdett dolgozni, majd a Hoffmann Testvérek és Maderspach Károly Bánya- és Vasmű Társulat társtulajdonosa lett. Jelentős szerepe volt a mintegy négyezer munkást foglalkoztató társaság felvirágoztatásában. Nemzetközi viszonylatban is jelentős találmánya, a Maderspach-féle, íven függő vonórudas vashíd fontos állomása a hídépítés történetének. Az 1830-as években három hidat építettek az ő tervei alapján, Lugoson a Csuka-patak felett, Herkulesfürdőn a Cserna folyó felett és Karánsebesen a Temes felett. 1839-ben pályázatot nyújtott be az állandó Pest–Buda hídra is.
Maderspach Károly mindig igaz magyarnak érezte magát, így az 1848–as szabadságharc idején gondolkodás nélkül tűzte ki a nemzetiszínű lobogót a vasgyáruk tetejére. Lelkes híve volt a magyar ügynek. Erről tanúskodik Széchenyi Naplója is, amiben arról számol be a gróf, hogy milyen lánglelkűen nyilatkozott Károly, amikor a magyar nyelv használatáról beszélt. "Igen, a magyar nyelv használata, az tesz magyarrá…"
A szabadságharc idején a ruszkabányai  vasgyáruk fontos szerepet játszott a magyar honvédség támogatásában. Fegyverekkel és ágyúgolyókkal látták el a hadsereget. Bem tábornok seregének 20 000 lándzsát és egyéb más fegyvert is szállítottak. Maderspach Károly és felesége, Buchwald Franciska a honvéd hadseregek vereségei után is kitartottak  a nemzet ügye mellett. A temesvári csata után számos honvédnek nyújtottak segítséget. 1849 augusztusában, a menekülések idején megfordult házukban Bem József, Kmety György, Guyon Richárd és Stein Miksa is.

### Halála
Miután a császári csapatok 1849. augusztus 22-én Gröber százados vezetésével bevonultak Ruszkabányára, Gröber egy koholt vád alapján Maderspach Károlynét elfogatta, és nyilvánosan megvesszőztette. Maderspach Károly nem tudta elviselni a feleségét ért megaláztatást, és még ugyanebben az órában egy, a saját gyárukban készült mozsárágyúval agyonlőtte magát.